# Das gestohlene Jahr
Das gestohlene Jahr ist ein 1950 entstandenes, österreichisches Filmdrama von Wilfried Fraß, angelehnt an ein Romanfragment von Stefan Zweig. Die Hauptrollen spielen Elisabeth Höbarth, Oskar Werner und Ewald Balser.

## Handlung
Österreich im Jahre 1926. Die einfache Postbeamtin Marie Baumgartner lebt ein völlig unspektakuläres Leben in dem verschlafenen Dort Gintersdorf unweit von Wien. Eines Tages erhält sie von ihrem einst nach Brasilien ausgewanderten, reichen Onkel von Boehlen und dessen Frau Anna eine Einladung an die Ostsee. In dem kleinen aber feinen Kurort Travemünde lernt Marie den jungen, vergeistigten Nachwuchskomponisten Peter Brück kennen. Dieser nimmt zunächst an, dass Marie die Tochter der von Boehlens ist. Bald stellen die beiden jungen Leute fest, dass sie die große Liebe zur klassischen Musik eint. Im Lauf der Tage und Wochen wird aus dieser Gemeinsamkeit mehr als erwartet, und Marie und Peter verlieben sich ineinander. Wieder daheim in Österreich, kommt es wenig später zu einer Wiederbegegnung zwischen Marie und Peter. Der Nachwuchskomponist hat mit seiner Musik keinen Erfolg und versucht sich, seinen Lebensunterhalt als Geiger in einem Nachtlokal zu verdienen. Marie ist zutiefst betroffen, dass Peter als Künstler scheitern soll, nur weil er nicht die Mittel hat, sich seiner ganzen Liebe, der Komposition zu widmen muss und stattdessen sein Talent derart verschleudert. Sie ergreift daraufhin die Initiative und will mit ihren eigenen Ersparnissen Peter solange unterstützen und durchfinanzieren, bis ihm endlich der Durchbruch gelingt.
Ein von ihrem Geld auf die Beine gestelltes Konzert wird jedoch aufgrund einer Nachlässigkeit des Konzertagenten Pitzner zu einem Fiasko. Um weitere Unkosten auszugleichen, unterschlägt Marie sogar Geld ihres Arbeitgebers, der Post. Peter soll keinesfalls erfahren, wie sehr sich Marie seinetwegen verschuldet hat. Um wenigstens einigermaßen über die Runden zu kommen, will sie ihre entfernte Verwandtschaft, die von Boehlens, um finanzielle Unterstützung bitten, doch zu ihrem großen Entsetzen muss sie erfahren, dass das Ehepaar bei einem Unfall ums Leben kam. Und so wird Marie ein weiteres Mal zur Diebin und entwendet erneut Geld aus der Postkasse. Peter soll so sein „gestohlenes Jahr“ bekommen, in dem er sich ganz auf seine Komposition konzentrieren kann. Beide begeben sich zu diesem Zweck in die Abgeschiedenheit der Normandie, wo Peter in eben diesem Jahr sein Meisterwerk, eine brillante Sinfonie, komponiert. Für die Premiere gelingt es Marie sogar, den bekannten und gefeierten Dirigenten Svendström zu gewinnen. Peters Konzert wird zum Triumph, und seinem Durchbruch steht nichts mehr im Wege. Marie aber muss für ihren Einsatz bitter büßen und wegen ihres Griffs in die Kasse eine Gefängnisstrafe antreten. Dann endlich erfährt der weltfremde Künstler die ganze Wahrheit, wie sehr sich Marie für ihn aufgeopfert und dafür sogar Verbrechen begangen hat. Er beschließt, es ihr zu vergelten und Marie keinesfalls fallen zulassen.

## Produktionsnotizen
Das gestohlene Jahr entstand im Atelier von Hamburg-Heiligengeistfeld sowie mit Außenaufnahmen an der Nordsee, in Österreich und in Frankreich. Der Film wurde am 4. Januar 1951 in Wien uraufgeführt. Die deutsche Premiere erfolgte am 22. Juni 1951 in Berlin.
Produzent Karl F. Sommer übernahm auch die Produktionsleitung. Theo Zwierski entwarf die Filmbauten. Es spielen das Große Filmsymphonieorchester Hamburg sowie das Wiener Tonkünstler-Orchester. Es singt der Kinderchor des Nordwestdeutschen Rundfunks.
Der Film wurde auch auf der Berlinale 1951 präsentiert.

## Kritiken
Im Filmdienst heißt es: „… deutsches Nachkriegskino mit guten Darstellern.“
Cinema-Online konstatierte: „Hervorragend gespielt“.